# Morsalines
Morsalines település Franciaországban, Manche megyében. Lakosainak száma 205 fő (2018. január 1.). Morsalines Quettehou és Crasville községekkel határos.

## Népesség
A település népességének változása:
| Lakosok száma | 162  | 148  | 184  | 206  | 221  | 202  | 201  | 205  | 204  | 205  |
|               | 1968 | 1975 | 1982 | 1999 | 2006 | 2011 | 2013 | 2016 | 2017 | 2018 |